# Liste der Monuments historiques in Leyr
Die Liste der Monuments historiques in Leyr führt die Monuments historiques in der französischen Gemeinde Leyr auf.

## Liste der Objekte
| Bezeichnung                | Beschreibung                                                  | Standort                        | Kennzeichnung | Schutzstatus | Datum | Bild |
| -------------------------- | ------------------------------------------------------------- | ------------------------------- | ------------- | ------------ | ----- | ---- |
| Skulptur Heiliger Nikolaus | Holz, farbig gefasst und vergoldet, Ende des 18. Jahrhunderts | in der Kirche St-Hilaire (Lage) | PM54001616    | Inscrit      | 2009  |      |